# Шьен партиколор а пуаль фризе
Шьен партиколор а пуаль фризе (фр. chien particolore à poil frisé) — порода собак, выведенная во Франции от пуделя, отличается от него разнообразием окрасов. В 2024 году Международная кинологическая федерация признала окрасы-партиколор в стандарте пуделя, таким образом шьен партиколор а пуаль фризе утратила самостоятельность.

## История
Шьен партиколор а пуаль фризе ведет своё начало от разноцветных пуделей. У пуделей разрешены только однотонные окрасы, но заводчики иногда получали цветных особей, такие пудели являются браком. Поэтому заводчики начали вести долгую селекционную работу над закреплением новых окрасов, но с сохранением умеренных линий и пропорций как у пуделя.
Порода не признана FCI, AKC, AKK, признана РКФ и Французским кеннел-клубом.

## Внешний вид
Шьен партиколор а пуаль фризе обладают средними пропорциями, с характерной вьющейся или шнуровой шерстью. Производят впечатление умной, внимательной, активной и гармонично сложенной собаки, которая очень элегантна и с чувством собственного достоинства.
Голова изысканная и пропорциональная корпусу, не выглядит тяжелой или слишком утонченной. Ширина черепа меньше длины головы. Умеренно выраженные надбровные дуги, покрытые длинной шерстью. Стоп выражен незначительно. Морда крепкая, её длина примерно 9/10 длины черепа. Мочка носа хорошо пигментирована, ноздри открытые. Прикус ножницеобразный, зубы крепкие. Губы умеренно развитые, сухие, хорошо пигментированы. Глаза чёрные или тёмно-коричневые, посажены немного косо. Уши длинные и висячие, покрыты длинной и волнистой шерстью.
Шея крепкая, средней длины, очень пропорциональная, линия загривка немного выпуклая. Голова посажена высоко и гордо.
Корпус очень пропорциональный. Холка умеренно выраженная. Спина короткая. Линия верха гармоничная и прочная. Поясница крепкая и мускулистая. Круп округлый. Передняя часть грудной клетки слегка выступает, располагается достаточно высоко. Грудь доходит до локтей; её ширина составляет 2/3 её длины. Грудная клетка овальная, широкая в области спины. Линия низа подтянута, но без подрыва (не как у борзых).
Хвост посажен высоко, на уровне поясницы.
Передние конечности совершенно прямые и параллельно поставленные. Конечности с хорошо развитой мускулатурой и костяком. Плечи поставлены косо, с хорошо развитой мускулатурой. Запястья продолжают линию предплечий. Пясти крепкие. Лапы маленькие и крепкие в форме короткого овала. Подушечки жесткие и толстые. Когти темные.
Задние конечности при просмотре сзади должны быть поставлены параллельно. Мускулатура хорошо развита и отчетливо выражена. Скакательные суставы с хорошо выраженными углами. Углы тазобедренных, коленных и скакательных суставов должны быть обозначены. Бедра крепкие с хорошо развитой мускулатурой. Плюсны короткие и вертикальные. Задние лапы как передние.
Движения легкие и пружинящие.
Кожа эластичная, не сырая, пигментированная.

### Шерсть и окрас
Шерстяной покров, как и у пуделей бывает двух типов: кудрявый и шнуровой
Кудрявая шерсть очень густая и обильная, тонкая, пушистая, с хорошим завитком, эластичная, равномерной длины.
Шнуровая шерсть обильная и густая, тонкой текстуры, пушистая, образует характерные шнуры длиной не менее 20 см.
Выставочных собак можно представлять в натуральном виде или в стрижке. Разрешены только стрижки, указанные по стандарту породы пудель.
Окрасы: чёрно-белый, чёрно-подпалый, чёрно-белый с подпалом, коричнево-белый, коричнево-подпалый, коричнево-белый с подпалом, голубо-белый, рыже-белый, тигровый. В окрасах с подпалом, подпалины должны быть чётко очерчены, очевидного рыжего, чистого цвета.

### Размеры
РКФ признает 4 разновидности:
- Стандартный (большой): 45-60 см + 2 см к верхней границе;
- Средний (малый): 35-45 см;
- Миниатюрный (карликовый): 28-35 см;
- Той: 24 — 28 см, идеальный рост — 25 см; допускается −1 см к нижней границе.[1]

Французский кеннел-клуб только 3:
- Большой: 45-65 см + 2 см к верхней границе;
- Средний: 30-45 см;
- Малый: от 24 до 30-32 см.[3]